# Duatlon
Duatlon je atletická disciplína, která se skládá z běžecké části, následované cyklistickou částí a ukončena opět běžeckou částí. Závodník musí absolvovat všechny disciplíny co nejrychleji za sebou.

## Kategorie závodů
Jako ukázkový sport byl duatlon na Světových hrách 2013 v kolumbijském Cali.
| Závod           | Běh   | Jízda na kole | Běh   |
| --------------- | ----- | ------------- | ----- |
| London Duathlon | 10 km | 20 km         | 5 km  |
| Powerman        | 10 km | 150 km        | 30 km |